# Pleurophora polyandra
Pleurophora polyandra là một loài thực vật có hoa trong họ Lythraceae. Loài này được Hook. & Arn. miêu tả khoa học đầu tiên năm 1833.